# Tachyrhynchus lacteolus
Tachyrhynchus lacteolus is een slakkensoort uit de familie van de Turritellidae. De wetenschappelijke naam van de soort is voor het eerst geldig gepubliceerd in 1864 door Carpenter.